# Gérard Ducaux-Rupp
Gérard Ducaux-Rupp (né le 8 mars 1927 à Paris et mort le 16 mars 2011 à Levallois-Perret) est un producteur de film français. 

## Biographie
Gérard Ducaux-Rupp est le fils de la comédienne française Annie Ducaux.
Assistant-réalisateur puis producteur, il fut membre du conseil d'administration de la Chambre syndicale des producteurs de film (devenue l'Association des producteurs de cinéma) puis son président et président d'honneur, président du Comité des industries cinématographiques des communautés européennes (CICCE) et membre du conseil d'administration du Festival de Cannes.
Il fut également administrateur de TF1, ainsi que membre du jury de la Berlinale en 1974 et du Festival de Cannes 1975.
Officier de l'Ordre national de la Légion d'honneur et chevalier de l'Ordre des Arts et des Lettres, il est notamment le producteur de Les Dimanches de Ville d'Avray de Serge Bourguignon, qui a reçu l'Oscar du meilleur film étranger en 1963.

## Filmographie

### Assistant-réalisateur
- 1950 : Garou-Garou, le passe-muraille de Jean Boyer
- 1951 : Le Garçon sauvage de Jean Delannoy
- 1951 : L'Homme de ma vie de Guy Lefranc
- 1952 : Ouvert contre X de Richard Pottier
- 1952 : Le Boulanger de Valorgue d'Henri Verneuil
- 1952 : La Minute de vérité de Jean Delannoy
- 1962 : Ulysse contre Hercule de Mario Caiano

### Producteur
- 1957 : Le Chômeur de Clochemerle
- 1958 : Les Vignes du Seigneur
- 1960 : L'Atlantide
- 1962 : Les Dimanches de Ville d'Avray
- 1963 : Peau de banane
- 1963 : Constance aux enfers
- 1964 : Échappement libre
- 1965 : Baraka sur X 13
- 1966 : Monnaie de singe
- 1967 : Les Cracks
- 1970 : Les Mantes religieuses (Die Weibchen) de Zbyněk Brynych
- 1970 : Fantasia chez les ploucs
- 1972 : Pas folle la guêpe
- 1978 : Caresses bourgeoises (Une spirale de brume)